# Campionati del mondo di ciclocross 2023 - Gara femminile Junior
La terza edizione della gara femminile Junior dei Campionati del mondo di ciclocross 2023 si svolse il 4 febbraio 2023 con partenza ed arrivo a Hoogerheide, nei Paesi Bassi, su un percorso iniziale di 150 m più un circuito di 3,2 km da ripetere 5 volte per un totale di 16,15 km. La vittoria fu appannaggio della canadese Isabella Holmgren, la quale terminò la gara in 42'13", alla media di 22,953 km/h, precedendo la gemella Ava Holmgren e la francese Célia Gery.
Partenza con 47 cicliste, delle quali 45 portarono a termine la competizione.

## Squadre partecipanti
| N.        | Cod. | Squadra         |
| --------- | ---- | --------------- |
| 2-5       | GBR  | Gran Bretagna   |
| 6-9       | CAN  | Canada          |
| 10-12     | USA  | Stati Uniti     |
| 13-16     | CZE  | Repubblica Ceca |
| 17-21     | NED  | Paesi Bassi     |
| 22-24     | ITA  | Italia          |
| 25-26, 28 | FRA  | Francia         |
| 29        | SWE  | Svezia          |
| 30-33     | BEL  | Belgio          |
| 35        | SRB  | Serbia          |

| N.    | Cod. | Squadra     |
| ----- | ---- | ----------- |
| 36    | ROU  | Romania     |
| 37    | GER  | Germania    |
| 38    | HUN  | Ungheria    |
| 39-41 | SVK  | Slovacchia  |
| 42    | IRL  | Irlanda     |
| 43-44 | ESP  | Spagna      |
| 45    | ALB  | Albania     |
| 46-47 | POL  | Polonia     |
| 48-49 | DEN  | Danimarca   |
| 50    | LUX  | Lussemburgo |

## Ordine d'arrivo (Top 10)
| Pos. | Corridore           | Squadra         | Tempo   |
| ---- | ------------------- | --------------- | ------- |
| 1    | Isabella Holmgren   | Canada          | 42'13"  |
| 2    | Ava Holmgren        | Canada          | a 20"   |
| 3    | Célia Gery          | Franca          | a 47"   |
| 4    | Federica Venturelli | Italia          | s.t.    |
| 5    | Xaydee Van Sinaey   | Belgio          | a 52"   |
| 6    | Cat Ferguson        | Gran Bretagna   | a 1'    |
| 7    | Lauren Molengraaf   | Paesi Bassi     | a 1'12" |
| 8    | Vanda Dlasková      | Repubblica Ceca | a 1'23" |
| 9    | Viktória Chladoňová | Repubblica Ceca | a 1'41" |
| 10   | Valentina Corvi     | Italia          | a 1'47" |